# غلوريا هوليستر
غلوريا هوليستر أنابل (بالإنجليزية: Gloria Hollister Anable، ولدت 11 يونيو عام 1900 - توفيت 19 فبراير عام 1988) هي مستكشفة وعالمة أمريكية، وناشطة محافظة على البيئة. عملت كباحث مساعد في قسم الأبحاث الاستوائية في جمعية نيويورك لعلم الحيوان (تدعى الآن جمعية المحفاظة على الحياة البرية)، متخصصة في علم عظام الأسماك، سجلت أرقام غطس في غواصة تدعى باثيسفير قبالة ساحل برمودا في ثلاثينيات القرن العشرين. وخلال الخمسينيات، ساعدت في تأسيس اللجنة التي حافظت على مضيق نهر ميانوس، الذي أصبح فيما بعد أول مشروع على الأرض لمنظمة الحفاظ على الطبيعة.

## مطلع حياتها
ولدت غلوريا هوليستر أنابل لالين شيرلي هوليستر والدكتور فرانك كانفيلد هوليستر في منزل العائلة في شارع 264 وست 77 في مدينة نيويورك. استخدم المنزل كمكتب ومخبر للدكتور هوليستر، وهو طبيب ومشخص درس في كلية الأطباء والجراحين في مستشفى بيلفيو. وبسبب والديها، كانت غلوريا هوليستر من أصل أمريكي مبكر ملحوظ: كان والدها السليل المباشر للكابتن جون هوليستر من إنجلترا، الذي استقر في بلدة ويثرزفيلد بولاية كونيتيكت في أوائل الأربعينيات من القرن العشرين، في حين أنّ أقارب والدتها شملت ويليام شيرلي، الحاكم الأخير لمستعمرة خليج ماساتشوستس في الفترة بين عام 1741 إلى 1745.
عندما كانت هوليستر طفلة مع أخيها فرانك، أمضت هوليستر فصول الصيف في منزل العائلة الصيفي في سوفرن بولاية نيويورك، عند سفح جبال رامابو. هناك طورت شغف حياتها واهتمامها بالحيوانات والطبيعة. شجع والدها هذا الحب وشاركها في تربية ورعاية الدواجن والخيول الحائزة على جوائز بالإضافة لمجموعة من القطط والكلاب الأليفة. أشبع والدها كذلك فضولها العميق عن الطبيعة من خلال القيام بما فيه من فائدة لها بتشريحه عينات من الحيوانات التي ماتت في المزرعة. وبإلهام من هذه الجلسات، كانت تأمل أن تتبع خطى والدها وتصبح طبيبة، لكن والدها رفض. لم يؤمن بدور النساء كطبيبات. بدلًا من ذلك، قادها نحو حياة مهنية في العلوم الطبيعية.

## تعليمها ومستهل سيرتها
في عام 1920، التحقت غلوريا هوليستر بكلية كونيتيكت للنساء، محتفظةً بشغف طفولتها ومطبقةً إياه نحو نيل تخصص في علم الحيوانات تحت وصاية بولين ديدرر. تخرجت في عام 1924. خلال حياتها الجامعية، عملت كرئيسة صف وتخرجت من فاي بيتا كابا؛ كانت أيضًا منخرطة بشدة في الرياضات ولعبت كرة السلة والقدم بفريق المدرسة، كانت بطلة قفز عالي ورامية قرص في فريق المضمار، تم اختيارها في عام 1920 عضوًا في فريق هوكي جميع الفتيات الأمريكيات.
في خريف عام 1924، أكملت دراستها في علم الحيوان في جامعة كولومبيا، بالعمل تحت إشراف فلورنس لوثر وويليام كينغ غريغوري. حازت على درجة الماجستير في علم الحيوان من جامعة كولومبيا في ربيع عام 1925.
بعد دراساتها العليا، عملت كمساعد باحث لعالم الأحياء الشهير ألكسيس كاريل في معهد روكفلر، بالعمل في مختبره على أبحاث السرطان.

## عملها في قسم الأبحاث الاستوائية
في أوائل عام 1928، بعد أن سئمت من قضاء ساعات طويلة في المختبر والتوق إلى فرصة العودة إلى الخارج، قدّمت غلوريا هوليستر طلب الحصول على وظيفة مع عالم الطبيعة الشهير ويليام بيبي في قسم الأبحاث الاستوائية الخاص به في جمعية نيويورك لعلم الحيوان. كان بيبي يبحث عن عالم طبيعة محترف، ماهر في التشريح، للانضمام إلى طاقم العمل لديه في بعثة استكشافية أوقيانوغرافية (علم المحيطات) إلى برمودا. متجاهلًا مخاوف البعض حول مقدرة العالمات النساء، تعاقد بيبي مع هوليستر ونساء أخريات، بمن فيهنّ جوسلين كرين، للانضمام إلى الفريق.
خلال بعثات الاستكشاف الأوقيانوغرافية في برمودا لقسم الأبحاث الاستوائية في الفترة ما بين 1928 إلى 1940، صقلت هوليستر خبرتها في علم عظام الأسماك واستمرت في هذا العمل في بعثة استكشاف الأوقيانوغرافية لجزر الهند الغربية (1932-1933) وبعثة استكشاف الأوقيانوغرافية لجزر البيرل (1934). في برمودا، طوّرت تقنية جديدة لإعداد عينات الأسماك إذ جعلت الجلد والأعضاء الداخلية شفافة، مستخلصةً هياكلها العظمية بطريقة أكثر فائدةً للدراسة بالمقارنة مع الأساليب السابقة. ساهم عملها بتوسيع المعرفة العلمية حول أسماك أعماق البحار وأسماك الشعاب المرجانية.
وفي برمودا أيضًا، سجّلت هوليستر الرقم العالمي لأعمق غطس قامت به امرأة. غاصت في باثيسفير، وهي غوّاصة فولاذية كبيرة أجرى فيها مهندس باثيسفير، أوتيس بارتون، بعثات استكشافية لأعماق البحار طوال أوائل الثلاثينيات. في 11 يونيو من عام 1930، في عيد ميلادها الثلاثين، غطست 410 قدمًا لتنال أعرق رقم تحصل عليه امرأة. في عام 1934، استطاعت تقريبًا مضاعفة رقمها لثلاثة أضعاف بالنزول إلى 1208 قدمًا. لم يكن الغطس مجرد منافسة لهوليستر، ولكن بالنسبة لبيبي، كانت فرصة لاستكشاف عالم أعماق البحار.
في عام 1936، بعد أن كانت جزءًا من البعثات الاستكشافية الأوقاينوغرافية بقيادة بيبي، أجرت هوليستر بعثاتها الاستكشافية الخاصة بها في قسم الأبحاث الاستوائية، قائدةً مجموعة استكشافية 200 ميل عبر غابات غيانا (المعروفة آنذاك باسم غيانا البريطانية) للوصول إلى بلاتو كاييتور. باستخدام سهل منبسط في تلك الرحلة، وثّقت 43 شلالًا، لم يُشاهد العديد منها من قبل أي شخص خارج السكان المحليين. طوال الطريق، درست أيضًا الضفدع الذهبي، وطائر التّناجر بلون قوس القزح، وطائر الهواتزين المراوغ، وجلبت أول العينات الملتقطة لهذه الحيوانات إلى حديقة حيوان برونكس، في مقر قسم الأبحاث الاستوائية.
ألقت غلوريا هوليستر محاضرات شاملة نيابةً عن قسم الأبحاث الاستوائية حول البعثات والنتائج العلمية للفريق. كانت محاضراتها المليئة بتجاربها الشخصية والصور والمعلومات العلمية أيضًا، ذات شعبية كبيرة، ومن خلالها جمعت ثلثي تكاليف بعثة غيانا التي قادتها.
جلبت لها بعثاتها، والشعبية المحيطة بها، ومنشوراتها العلمية الاعتراف (التقدير). كانت عضوًا في جمعية النساء الجغرافيات وتلقت لاحقًا جائزة الإنجاز المميز. بالإضافة إلى مرشديها كاريك وبيبي، اعتمدت على أصدقائها دان بيرد ولينكولن إلسوورث وأميليا إيرهارت وروي تشابمان أندروز ودوروثي كانفيلد فيشر ورايموند ديتمارز ومارتن وأوسا جونسون.

## الزواج وعملها مع الصليب الأحمر
في عام 1941، التقت هوليستر بأنتوني أنابل، مهندس كيمياء وتعدين، وتزوجا في ذلك العام. في ديسمبر عام 1941، بعد دخول الولايات المتحدة في الحرب العالمية الثانية، استقالت هوليستر من قسم الأبحاث الاستوائية وانضمت إلى الصليب الأحمر الأمريكي حيث ساعدت في تأسيس أول مركز للتبرع بالدم في بروكلين، وعملت لاحقًا كرئيس مساعد لمكتب المتحدثين للصليب الأحمر الأمريكي في واشنطن العاصمة.
في عام 1952، بعد أن استقرت في كونيتيكت مع زوجها، أصبحت غلوريا (آنابل الآن) مسحورةً بجمال مضيق نهر ميانوس وشعرت لاحقًا بالقلق حيال الحفاظ عليه. في 12 ديسمبر، عام 1953، أسس الزوجان آنابل بالتعاون مع إدنا إدجيرتون، وجيمس تود، وروبرت هامرشلاج لجنة الحفاظ على نهر ميانوس. أصبحت اللجنة عضوًا كامل العضوية في منظمة الحفاظ على الطبيعة في عام 1954، وأصبح مضيق نهر ميانوس مشروع البرّي الرائد لمنظمة الحفاظ على الطبيعة. 
في صيف عام 1954، قامت غلوريا أنابيل بمجهود كبير لتعريف الجمعيات المحلية بالمضيق والتهديدات التي يواجها بالتقسيم الفرعي له. أخذت ما يقارب 400 زائر عبر المضيق في ذلك العام، وزاد دعم الحفاظ عليه نتيجة ذلك. شغلت منصب سكرتير اللجنة، ورئيسها، والرئيس الفخري لاحقًا. في عام 1964، أصبح المضيق أول معلم تاريخ طبيعي في البلاد يُسجّل من قبل وزارة الداخلية. المحمية، كانت تحوي 60 فدانًا في الأصل، تضم الآن 770 فدانًا، بالإضافة إلى 176 فدانًا آخر بموجب تسهيلات الحماية.

## وفاتها
أمضت غلوريا هوليستر أنابل السنوات الثلاث الأخيرة من حياتها في مستشفى كارلتون كونفالسينت في فيرفيلد بولاية كونيتيكت. توفيت بسبب توقف قلب في 19 فبراير عام 1988 عن عمر يناهز 87 عامًا.